# عادل الطويسي
عادل عيسى الطويسي هو أستاذ في اللغويات؛ أردني الجنسية من مواليد المفرق 15/1/1953 , وسكان وادي موسى, حاصل على وسام الاستقلال من الدرجة الأولى ممنوح من جلالة الملك عبد الله الثاني بن الحسين عام 2005 تقديراً لجهوده في تأسيس جامعة الحسين بن طلال.التحق بمدرسة وادي موسى الإعدادية عام 1958 ثم درس الثانوي الصناعي بين عامي 1968-1970 ثم التوجيهي الأدبي 1974, وحصل على الشهادة الجامعية في اللغة الإنجليزية عام 1978 من الجامعة الأردنية. شغل منصب رئيس لقسم اللغة الإنجليزية في جامعة مؤتة وعميدا لكلية الآداب ومساعدا للرئيس وعميد شؤون الطلبة فيها، ومنها خرج رئيسا مؤسسا لجامعة الحسين بن طلال بمعان ثم صار أمينا عاما وزارة التعليم العالي والبحث العلمي (الأردن), وبعدها رئيسا جامعة آل البيت المفرق, ثم دخل باب وزارة الثقافة مع حكومة د.معروف البخيت2005-2007, ثم رئيسا مؤسسا مدينة الحسن العلمي, أول متنزه علمي في الأردن. ثم عمل أمينا عام للمجلس الأعلى للعلوم والتكنولوجيا, ومنه انتقل رئيسا للجامعة الأردنية. وهو الآن وزير التعليم العالي والابحاث.

## الدرجات العلمية
- دكتوراه في اللغويات من جامعة ميتشغان – آن آربر في الولايات المتحدة الأمريكية 1987.
- ماجستير في اللغويات من جامعة ولاية ميتشغان – إيست لانسنغ في الولايات المتحدة الأمريكية 1984
- بكالوريوس في اللغة الإنجليزية وآدابها من الجامعة الأردنية – عمان 1978.

## الوظائف السابقة

### الوظائف الادارية
- عضو مجلس الأعيان الأردني.
- رئيس الجامعة الأردنية ايلول 2010-شباط 2012
- أمين عام المجلس الأعلى للعلوم والتكنولوجيا أيار/2009-أيلول 2010.
- الرئيس المؤسس لمدينة الحسن العلمية 2008-2009.
- وزير الثقافة / المملكة الأردنية الهاشمية 27/11/2005- 23/11/2007.
- رئيس جامعة آل البيت[ (جامعة حكومية) / الأردن 23/5/2005 – 26/11/2005.
- أمين عام وزارة التعليم العالي والبحث العلمي 2004-2005.
- الرئيس المؤسس لجامعة الحسين بن طلال (جامعة حكومية) معان الأردن 16/9/1999-4/12/2004.
- عميد شؤون الطلبة – جامعة مؤتة 1997-1999.
- عميد كلية الآداب /جامعة مؤتة لفترتين 1992-1997.
- عميد كلية العلوم والآداب- جامعة مؤتة / فرع معان، تموز/يوليو 1996-تموز/يوليو 1997.
- مساعد رئيس جامعة مؤتة لشؤون التطوير، كانون أول/ديسمبر 1995- تموز/يوليو 1996.
- رئيس قسم اللغة الإنجليزية وآدابها / جامعة مؤتة 1987-1988.
- رئيس قسم التاريخ 1993-1994 بالإضافة لعمله كعميد كلية الآداب.
- عميد الكلية الفنية الصناعية بنزوى- سلطنة عمان، كانون أول/ديسمبر 1994- كانون أول/ديسمبر 1995.
- رئيس قسم المترجمين في شركة فينيل الأمريكية / المملكة العربية السعودية - الحرس الوطني السعودي 1978-1982
- معلم في وزارة التربية والتعليم – الأردن، 1972-1974.

### الوظائف الأكاديمية
- أستاذ في قسم اللغة الإنجليزية وآدابها – جامعة الحسين بن طلال، 16/9/1999- 12/5/2007. 

- أستاذ في قسم اللغة الإنجليزية وآدابها – جامعة مؤتة، 12/5/1997-15/9/1999.

- أستاذ مشارك في قسم اللغة الإنجليزية وآدابها – جامعة مؤتة، 1992-1997.

- أستاذ مساعد في قسم اللغة الإنجليزية وآدابها – جامعة مؤتة، 1987-1992.

- مساعد تدريس – جامعة ميتمشغان – آن آربر / الولايات المتحدة الأمريكية، 1984 – 1987.

- مدَّرِس لغة عربية للناطقين بلغات أخرى - جامعة ولاية ميتشغان 1982 - 1984.

## المناصب والعضوية
- وزير التعليم العالي والبحث العلمي  2016 - 2018[2]
- عضو مجلس أمناء الجامعة الملكية للعلوم الطبية 2013-  2016
- عضو مجلس أمناء جامعة الحسين التقنية  2013 - 2016
- عضو مجلس التعليم العالي في الأردن (للمرّة الثانية)، ورئيس اللجنة الإدارية والمالية في المجلس حزيران/يونيو 2008- 2010
- عضو مجلس جائزة الملك عبد الله الثاني للإبداع والتميز 2010- الآن
- عضو مجلس أمناء جامعة الحسين بن طلال (للمرة الثانية) 2009-2010
- رئيس مجلس إدارة مركز بحوث وتطوير البادية الأردنية 25/5/2009- للان
- رئيس مجلس إدارة مركز التكنولوجيا الحيوية 25/5/2009 - للآن
- رئيس مجلس إدارة الشركة الأردنية لإنتاج الأجسام المضادة (مونوجو) 25/5/2009 – 25/5/2010
- عضو مجلس إدارة المركز الوطني لتنمية الموارد البشرية /5/2009 - للآن
- نائب رئيس مجلس إدارة المركز الوطني لبحوث الطاقة 25/5/2009 – للآن
- عضو مجلس إدارة المركز الإقليمي للأمن الإنساني 5/2009 – للآن
- عضو مجلس إدارة صندوق دعم البحث العلمي في وزارة التعليم العالي 25/5/2009 - للآن
- نائب رئيس اللجنة العليا للبحث العلمي في وزارة التعليم العالي 25/5/2009 – للآن
- رئيس IWARDAM الشبكة الإسلامية لتطوير وإدارة مصادر المياه التابعة لمنظمة المؤتمر الإسلامي، 25/5/2009 – للآن
- نائب رئيس مجلس إدارة مركز المعلومات الوطني 25/5/2009 – للآن
- عضو المركز الوطني للسكري والغدد الصم وأمراض الوراثة 25/5/2009 – للآن
- عضو مجلس إدارة المركز الوطني للبحث والإرشاد الزراعي 25/5/2009 - للآن
- رئيس مجلس حق الحصول على المعلومات/الأردن 2006-2007.
- عضو مجلس التعليم العالي الأردن 1999-2005.
- رئيس مجلس عمداء جامعة الحسين بن طلال 1999-2004.
- عضو مجلس أمناء جامعة الحسين بن طلال 1999-2004.
- عضو اللجنة المالية والإدارية لمجلس التعليم العالي/الأردن 1999-2005.
- عضو اللجنة العليا للبحث العلمي/الأردن 2004-2005.
- رئيس لجنة إدارة صندوق دعم الطالب في الجامعات الرسمية 2004-2005
- رئيس لجنة إدارة منح صندوق الملك عبد الله الثاني للتنمية 2004-2005.
- رئيس لجنة وضع آليات امتحان الكفاءة الجامعية 2004-2005.
- رئيس لجنة برنامج الأمم المتحدة الإنمائي برنامج الأمم المتحدة الإنمائي الخاص بالتعليم العالي 2004-2005.
- عضو اللجنة العليا لمعادلة الشهادات غير الأردنية 2004-2005.
- عضو لجنة الاعتراف بمؤسسات التعليم العالي غير الأردنية 2004-2005.
- عضو لجنة إنشاء الجامعة الألمانية الأردنية 2004-2005.
- عضو الهيئة العلمية لجائزة البحث المميز 2004-2005.
- عضو لجنة القبول الموحد في الجامعات الأردنية 2004-2005
- عضو لجنة مشاريع المفوضية الأوروبية Tempus /الأردن 2004-2005.
- عضو مجلس اعتماد مؤسسات التعليم العالي الأردن 2004-2005.
- عضو مجلس إدارة معهد الدراسات المصرفية 2004-2005.
- عضو المجلس الأعلى للتمريض الأردني 2004-2005.
- عضو مجلس إدارة المركز الوطني للموارد البشرية 2004-2005.
- عضو مجلس إدارة معهد التدريب المهني 2004-2005.
- عضو مجلس أمناء اللجنة التوجيهية الخاصة بتأسيس برلمان الشباب الأردني 2004-2006.
- عضو مجلس الاتحاد العربي للتعليم التقني 2004-2005
- عضو مجلس أمناء الأكاديمية الأردنية للموسيقى 1998-1999.
- رئيس الاتحاد الرياضي للجامعات الأردنية 1997-1999.
- عضو اللجنة الأولمبية الأردنية،1997-1999.
- عضو الهيئة العربية للثقافة والتواصل الحضاري ببيت الأنباط، 1998-للآن.
- رئيس لجنة وضع الخطوط العريضة لمنهاج اللغة الإنجليزية في جميع مراحل الدراسة في المدارس الأردنية 1998 و 2002.
- رئيس لجنة الإشراف والتوجيه لتأليف كتب اللغة الإنجليزية للمرحلة الثانوية في المملكة الأردنية الهاشمية 1994.
- ما يزيد على (300) لجنة أخرى دائمة ومؤقتة لأغراض متعددة على مستوى القسم والكلية والجامعة والوطن، منها لجان عمل أكاديمي وأخرى للعمل الإداري والفني على مدار (24) عاماً من العمل في جامعات مؤتة والحسين بن طلال وآل البيت، ووزارة الثقافة ومدينة الحسن العلمية، ومؤسسات الحكومة الأردنية الأخرى، وعدد من المؤسسات الخاصة ومؤسسات المجتمع المدني.

## بحوث مشتركة
- شريك في مشروع جامعة جلاسكو – اسكوتلانده «حول مساهمة العرب والمسلمين في تطوير علم الصوتيات» 1988-1990.